# Alberto Garrido
Alberto "Che" Garrido, nacido Alberto Rafael Garrido García (3 de septiembre de 1949 - 14 de diciembre de 2007), fue un intelectual y periodista argentino-venezolano, director y columnista en diversas publicaciones de prensa, quien adelantó una intensa investigación sobre los orígenes de la llamada «Revolución bolivariana», lo que hizo que los medios crearan para él el calificativo de «chavólogo».

## Formación académica
Alberto Garrido nació el 3 de septiembre de 1949 en Ramos Mejía, Gran Buenos Aires, Argentina y falleció en Caracas, Venezuela,  el 4 de diciembre de 2007. Siendo adolescente se residenció en la ciudad de Mérida, Venezuela donde cursó sus estudios secundarios en 1968. Había llegado por 1959 junto con sus padres y una hermana mayor que él, ya que el padre había sido contratado por el gobierno de turno para organizar las cátedras de matemáticas en Venezuela y fueron enviados a la ciudad de Mérida, donde impartía clase de matemáticas en el Liceo Libertador y después en la ULA. Se desconoce porque cambio de apellido, su padre se llamaba Juan Carlos Garbiso Valenzuela y Clelia Garcia.  Ya entonces en Mérida comenzaba a ser conocido como el Che Garrido por su origen argentino. Obtuvo su Profesorado en Filosofía y Ciencias de la Educación en la Universidad Nacional de Misiones en Posadas, Argentina, en 1974. Su participación en la oposición a la dictadura militar que gobernaba Argentina como dirigente estudiantil de un grupo trotskista, lo obligó a salir de ese país para residenciarse definitivamente en Venezuela. Posteriormente obtendría el Magister Scientiarumen en Desarrollo Agrario emitido por el Instituto Iberoamericano de Derecho Agrario y Reforma Agraria de la Universidad de los Andes en Mérida. A mediados de los años ochenta cursó el doctorado en Psicología Social en la Universidad Argentina John F. Kennedy en Buenos Aires.

## Carrera periodística
Garrido fue un cercano colaborador de Pedro Rincón Gutiérrez en el rectorado de la Universidad de Los Andes. Pero el fuerte de su actividad profesional la desarrolló en el mundo del periodismo en Venezuela. Fue Director de los diarios El Globo en Caracas y Correo de Los Andes de Mérida, dirigió la revista de análisis político Relevo (Mérida), y fue editor del área política de Reporte Diario de la Economía (Caracas). Igualmente fue columnista de varios medios de comunicación, tales como la revista Resumen dirigida por Jorge Olavarría, El Diario de Caracas, El Universal y El Nuevo País, así como en la revista Zeta.  En 1998 ante la inminencia del triunfo de Hugo Chávez en las elecciones presidenciales de aquel año en Venezuela, Garrido inició una profunda investigación sobre los orígenes, el pensamiento y el proceso seguido por Chávez y su organización política, encontrando sus orígenes en el Partido de la Revolución Venezolana encabezado por el guerrillero Douglas Bravo. Producto de estas investigaciones, Garrido publicó quince libros e innumerables artículos y reportajes periodísticos que se convirtieron en fuente para las investigaciones sobre este fenómeno político. Garrido prestó sus servicios como asesor de información de la Conferencia Episcopal de Venezuela durante la gestión de monseñor Baltazar Porras. Fue consultor corporativo de la Organización Cisneros.

## Los libros sobre Hugo Chávez
- Guerrilla y conspiración militar en Venezuela (Caracas, Venezuela, Fondo Editorial José Agustín Catalá, 1999) ISBN 980-263-324-0
- La historia secreta de la Revolución Bolivariana (Caracas, Edición del autor, 2000) ISBN 980-292-803-8
- La Revolución Bolivariana. De la guerrilla al militarismo. Revelaciones del comandante Arias Cárdenas. (Caracas, Edición del autor, 2000) ISBN 980-292-870-4
- Mi amigo Chávez. Conversaciones con Norberto Ceresole. (Caracas, Edición del autor, 2001) ISBN 980-292-972-7
- Hablan las FARC y el ELN. Guerrilla y Plan Colombia. (Caracas, Edición del autor, 2001) ISBN 980-292-933-6
- El otro Chávez. Testimonio de Herma Marksman. (Caracas, Edición del autor, 2002) ISBN 980-07-8155-2
- Testimonios de la Revolución Bolivariana. (Caracas, Edición del autor, 2002) ISBN 980-07-8649-X
- Documentos de la Revolución Bolivariana. (Caracas, Edición del autor, 2002) ISBN 980-07-8650-3
- Guerrilla y Revolución Bolivariana. Documento. (Caracas, Edición del autor, 2003). ISBN 980-12-0158-4
- Guerra Global. Plan Colombia y Revolución Bolivariana. Notas. (Caracas, Edición del autor, 2003) ISBN 980-12-0376-5
- La línea roja de Chávez. Notas. (Caracas, Edición del autor, 2004) ISBN 980-12-0773-6
- Revolución Bolivariana 2005. Notas. (Caracas, Edición del autor, 2005) ISBN 980-12-1072-9
- La guerra (asimétrica) de Chávez (Caracas, Alfadil Ediciones, 2005) ISBN 980-354-173-0
- Las guerras de Chávez. (Caracas, Rayuela Taller de Ediciones, 2006) ISBN 980-6406-67-2
- Chávez, Plan Andino y Guerra Asimétrica. (Los Libros de El Nacional, Fuera de Serie 2006) ISBN 980-388-271-6
- Chávez con uniforme. Antibiografía (Únicamente para chavólogos) . (Caracas, Edición del autor, 2007) ISBN  978-980-12-2672-7

## Otros libros
- No Tengo Prisa: Conversaciones con Jesús Soto. (Mérida, Consejo de Desarrollo Científico, Humanístico y Tecnológico de la U.L.A.,1989) ISBN 9802921009
- ¿Qué pasa en Mérida? (Mérida, Edición Relevo, 1987)